# República Dominicana en los Juegos Paralímpicos de Atlanta 1996
La República Dominicana estuvo representada en los Juegos Paralímpicos de Atlanta 1996 por dos deportistas masculinos.

## Medallistas
El equipo paralímpico dominicano obtuvo las siguientes medallas:
| Nombre         | Deporte   | Evento              |
| -------------- | --------- | ------------------- |
| Oro            |           |                     |
| Robert Jiménez | Atletismo | 200 m T12 masculino |
| Plata          |           |                     |
| —              |           |                     |
| Bronce         |           |                     |
| —              |           |                     |